# معدن قل قلو (صوغان)
معدن قل قلو (بالإنجليزية: Madan-e Qol Qolu)‏ هي منطقة سكنية تقع في إيران في قسم صوغان الريفي. يقدر عدد سكانها بـ 82 نسمة .